# Drahtmühle (Ludwigschorgast)
Drahtmühle (im Volksmund die Draht genannt) ist ein Gemeindeteil des Marktes Ludwigschorgast im Landkreis Kulmbach (Oberfranken, Bayern). Drahtmühle liegt in der Gemarkung Ludwigschorgast.

## Geografie
Die Einöde liegt an der Schorgast. Unmittelbar nördlich mündet die Arnitz als rechter Zufluss in die Schorgast. Ein Anliegerweg führt etwa 150 Meter nordöstlich zu einer Gemeindeverbindungsstraße, die parallel zur Bahnstrecke Bamberg–Hof nach Untersteinach (1,6 km westlich) bzw. nach Ludwigschorgast führt (0,6 km östlich).

## Geschichte
Gegen Ende des 18. Jahrhunderts bestand Drahtmühle aus drei Anwesen (1 Mühle, 2 Häuser). Das Hochgericht übte das bambergische Centamt Marktschorgast aus. Die Dorf- und Gemeindeherrschaft hatte das Vogteiamt Marktschorgast. Das Spital Kupferberg war Grundherr der Anwesen.
Mit dem Gemeindeedikt wurde Drahtmühle dem 1811 gebildeten Steuerdistrikt Kupferberg zugewiesen. Ein Jahr später wurde es an das neu gebildete Steuerdistrikt Ludwigschorgast und der im selben Jahr gebildeten Ruralgemeinde Ludwigschorgast abgegeben. Drahtmühle war ursprünglich ein Eisenwerk, in den 1990er Jahren wurde sie als Sägewerk genutzt.

### Baudenkmäler
- Haus Nr. 1: Türrahmung und Fensterrahmung

### Einwohnerentwicklung
| Jahr      | 001818 | 001819 | 001861 | 001871 | 001885 | 001900 | 001925 | 001950 | 001961 | 001970 | 001987 |
| Einwohner |        | *      | *      | 8      | 5      | 9      | 8      | 12     | 8      | 5      | 5      |
| Häuser    | 1      |        |        |        | 1      | 1      | 1      | 1      | 1      |        | 1      |
| Quelle    | [ 7 ]  | [ 10 ] | [ 11 ] | [ 12 ] | [ 13 ] | [ 14 ] | [ 15 ] | [ 16 ] | [ 17 ] | [ 18 ] | [ 1 ]  |

## Religion
Drahtmühle ist katholisch geprägt und bis heute nach St. Bartholomäus (Ludwigschorgast) gepfarrt.